# Murex scolopax
Murex scolopax är en havslevande snäckart inom släktet Murex beskriven av Lewis Weston Dillwyn 1817. Snäckan blir omkring 8,5-19 cm lång och finns i Röda havet och nordvästra Indiska oceanen.

## Utseende
Denna snäckan har en solid och robust struktur med starka och vassa horn. Färgen är vit till mjölkvit och ofta löper guldfärgade band horisontellt över dess kropp.